# Maintower
maintower ist das Boulevardmagazin im Fernsehprogramm des Hessischen Rundfunks (hr-fernsehen). Die Ausgaben von Montag bis Freitag liefern um 18:00 Uhr 25 Minuten Boulevardthemen aus Hessen. Maintower versteht sich als „guter Freund oder gute Freundin“ der Zuschauer. Der Schwerpunkt liegt seit 2019 auf konstruktiven Geschichten, die die Zuschauer ermutigen sollen. Des Weiteren werden kuriose Beiträge, hessische Kriminalfälle und Lifestylethemen gezeigt.
Die Sendung wurde bis 2015 aus dem Main Tower in Frankfurt am Main gesendet (aus dem „höchsten Fernsehstudio Europas“). Seit Herbst 2015 wird die Sendung aus dem Fernsehstudio 5 des Hessischen Rundfunks im Funkhaus am Dornbusch in Frankfurt-Nordend gesendet. Dabei kommt ein aufwändiges virtuelles Studio-Set mit einer im Computer nachgebildeten 3D-Skyline von Frankfurt zum Einsatz.

## Ausgaben und Moderatoren

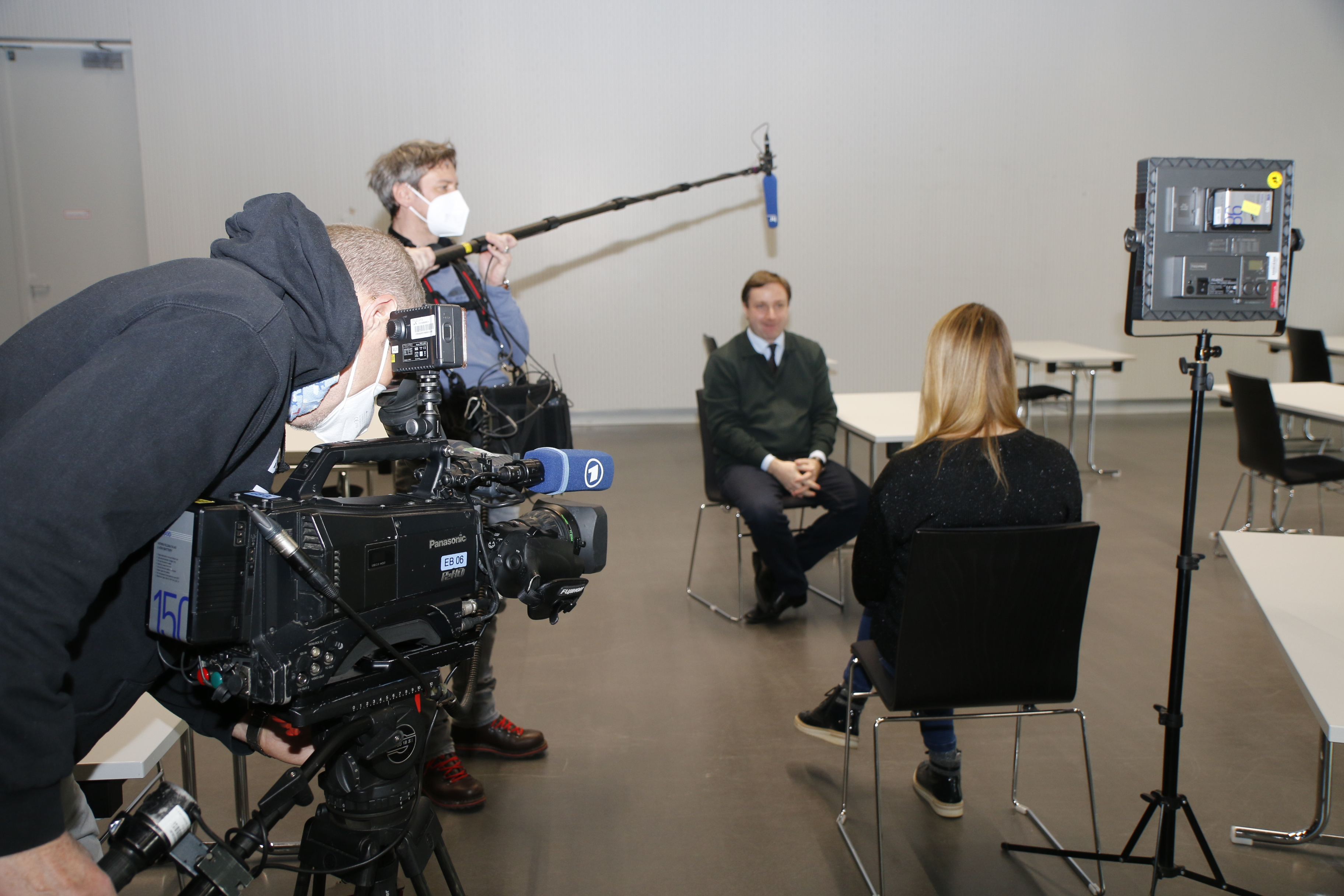
Interview mit Alexander Moutchnik zu 20 Jahren Wikipedia

Die Hauptmoderatoren von maintower sind Susann Atwell und Marvin Fischer. Als Vertretung kommen Peter Alexander Rothkranz, Sonya Kraus und Mandana Bareh Foroush zum Einsatz.
Neben der Hauptausgabe gibt es noch die samstägliche Ausgabe maintower weekend, in der ein rund halbstündiger Rückblick auf die Themen der Woche gegeben wird.
2014–2021 gab es den ebenfalls von der maintower Redaktion produzierten maintower kriminalreport (bis 2016 unter dem Namen kriminalreport hessen). Die Sendung berichtete unter anderem über ungeklärte Kriminalfälle und bat die Zuschauer um Mithilfe bei deren Aufklärung. Moderiert wurde diese Sendung von Robert Hübner.

### Derzeitige Moderatoren
| Name                      | Einstieg | Bemerkung        |
| ------------------------- | -------- | ---------------- |
| Susann Atwell             | 2009     | Hauptmoderatorin |
| Marvin Fischer            | 2020     | Hauptmoderator   |
| Peter Alexander Rothkranz | 2001     | Vertretung       |
| Sonya Kraus               | 2017     | Vertretung       |
| Mandana Bareh Foroush     | 2022     | Vertretung       |

### Ehemalige Moderatoren
| Name                   | Einstieg | Ausstieg | Bemerkung                                 |
| ---------------------- | -------- | -------- | ----------------------------------------- |
| Georg Holzach          | 2001     | 2009     |                                           |
| Kirsten Rademacher     | 2001     | 2009     |                                           |
| Hendrike Brenninkmeyer | 2003     | 2015     |                                           |
| Andrea Kempter         | 2009     | 2011     |                                           |
| Petra Neftel           | 2012     | 2020     |                                           |
| Robert Hübner          | 2014     | 2021     | moderierte den „maintower kriminalreport“ |